# Gmina Trzciel
Die Gmina Trzciel ist eine Stadt-und-Land-Gemeinde im Powiat Międzyrzecki der Woiwodschaft Lebus in Polen. Ihr Sitz ist die gleichnamige Stadt (deutsch Tirschtiegel) mit etwa 2500 Einwohnern.

## Geographie
Die Gemeinde grenzt an die Gemeinde der Kreisstadt Międzyrzecz (Meseritz). Zu den Fließgewässern gehört die Obra.

## Gliederung
Zur Stadt-und-Land-Gemeinde (gmina miejsko-wiejska) Trzciel gehören neben der Stadt zwölf Dörfer mit Schulzenämtern (deutsche Namen, amtlich bis 1945):
- Brójce (Brätz)
- Chociszewo (Choczeschowo, Kutschkau)
- Jasieniec (Eschenwalde)
- Lutol Mokry (Naßlettel)
- Lutol Suchy (Dürrlettel)
- Łagowiec (Lagowitz)
- Panowice (Panwitz, Mittelvorwerk)
- Rybojady (Rybojadel, Hoffmannsthal)
- Siercz (Schierzig)
- Sierczynek (Schierzighauland)
- Stary Dwór (Altenhof)
- Świdwowiec (Birkenhorst)

Weitere Orte in der Gemeinde sind:
- Bieleń (Weißensand)
- Gościec (Guscht)
- Jabłonka (Jablonka, Rohrsee)
- Nowy Świat (Neuwelt)
- Siercz Leśny (Forsthaus Schierzig)
- Smolniki
- Stary Trzciel (Alt Tirschtiegel)
- Trzciel (Siedlung)
- Wypłosze (Haak’s Vorwerk)
- Żydowo (Elisenfelde)

## Partnergemeinden
- Asendorf, Deutschland – seit 1993
- Falkenberg, Deutschland – seit 2000.